# Академія архітектури СРСР
Академія архітектури СРСР (АА СРСР) — вища наукова установа Радянського Союзу у галузі архітектури, що існувала у Москві упродовж 1934—1956 років.
Статут та перший склад дійсних членів були затверджені у 1939 році. Академія ставила завдання узагальнення творчої практики, розробки питань теорії сучасної архітектури, вивчення художньої спадщини, сприяння соціалістичному будівництву, створення наукових кадрів та розвитку науково-дослідних та експериментальних робіт.
У складі Академії були:
- 6 науково-дослідних інститутів, зокрема:
  - Містобудування та планування населених місць;
  - Архітектури житла;
  - Архітектури громадських та промислових споруд;
  - Будівельної техніки;
  - Архітектури колгоспного та сільського будівництва;
- Музей архітектури, бібліотека, лабораторія, майстерні.

Академія мала філію у Ленінграді, 1945 році створено філію у Києві — Академію архітектури УРСР.
Зміна спрямованості сучасної архітектури зумовила реорганізацію у 1956 році Академії архітектури СРСР в Академію будівництва і архітектури СРСР.
Президентами Академії були:
- 1939—1949 роки — Віктор Олександрович Веснін;
- 1950—1955 роки — Мордвинов Аркадій Григорович;
- 1955—1956 роки — Олександр Васильович Власов.